# Sika Anoa'i
Sika Anoa'i, de son vrai nom Leati Sika Amituana'i Anoaʻi, plus connu sous le nom de ring de « Sika » né le 5 avril 1945 à Leone (île de Tutuila, Samoa américaines) et mort le 25 juin 2024, est un catcheur samoan. 
Il est principalement connu pour avoir fait équipe avec son frère Afa Anoaʻi avec qui il a formé l'équipe des Wild Samoans (en) et a remporté à trois reprises le championnat du monde par équipe de la World Wrestling.

## Carrière
Avec Afa, ils commencent à se faire connaître au Canada où ils ont remporté à deux reprises le championnat international par équipe de la Stampede Wrestling au cours de l'année 1973. Le 5 novembre de cette même année, ils remportent le championnat par équipe du Canada de la National Wrestling Alliance Vancouver et perdent ce titre le 17 décembre,.
Avec Afa, ils vont aux États-Unis où ils ont détenu le championnat par équipe du Sud-Est de la NWA Georgia du 15 au 22 janvier 1974.
Il est décédé le 25 juin 2024.

### Famille
Sika Anoa'i est le père de Rosey et de Roman Reigns, eux aussi catcheurs.